# Hệ thống y tế
Hệ thống y tế, đôi khi được gọi là hệ thống chăm sóc sức khỏe, là việc tổ chức con người, tổ chức và tài nguyên cung cấp dịch vụ chăm sóc sức khỏe để đáp ứng nhu cầu sức khỏe của quần thể mục tiêu.
Có rất nhiều hệ thống y tế trên toàn thế giới, với nhiều hệ thống có lịch sử và cấu trúc tổ chức như các quốc gia. Rõ ràng, các quốc gia phải thiết kế và phát triển hệ thống y tế phù hợp với nhu cầu và nguồn lực của họ, mặc dù các yếu tố chung trong hầu hết các hệ thống y tế là các biện pháp chăm sóc sức khỏe ban đầu và y tế công cộng. Ở một số nước, quy hoạch hệ thống y tế được phân phối giữa những người tham gia thị trường. Ở những nước khác, có một nỗ lực phối hợp giữa các chính phủ, các tổ chức công đoàn, tổ chức từ thiện, các tổ chức tôn giáo hoặc các cơ quan phối hợp khác để cung cấp các dịch vụ chăm sóc sức khỏe theo kế hoạch nhắm đến các quần thể mà họ phục vụ. Tuy nhiên, kế hoạch chăm sóc sức khỏe đã được mô tả là thường có tính tiến hóa hơn là mang tính cách mạng.

## Mục tiêu
Tổ chức Y tế Thế giới (WHO), cơ quan chỉ đạo và điều phối sức khỏe trong hệ thống Liên Hợp Quốc, đang thúc đẩy mục tiêu chăm sóc sức khỏe toàn cầu: đảm bảo rằng mọi người đều có được các dịch vụ y tế mà họ cần mà không gặp khó khăn về tài chính khi phải trả tiền cho chúng. Theo WHO, mục tiêu của các hệ thống y tế là sức khỏe tốt cho người dân, đáp ứng với sự mong đợi của dân số và phương tiện hoạt động tài trợ hợp lý. Tiến bộ hướng tới các mục tiêu này phụ thuộc vào cách thức các hệ thống thực hiện bốn chức năng quan trọng: cung cấp các dịch vụ chăm sóc sức khỏe, tạo tài nguyên, tài chính và quản lý. Các tiêu chí khác để đánh giá hệ thống y tế bao gồm chất lượng, hiệu quả, khả năng chấp nhận được và công bằng. Các tiêu chí này cũng đã được mô tả ở Hoa Kỳ là "năm C": Chi phí, Bảo hiểm, Tính nhất quán, Phức tạp và Bệnh mãn tính. Ngoài ra, sự liên tục của chăm sóc sức khỏe là một mục tiêu chính.